# O min Frälsare, din smärta
O min Frälsare, din smärta är en kristen psalm. Texten är skriven av Simon Nibelius.

## Publicerad i
- 1819 års psalmbok, som nummer 79 under rubriken "Allmänna betraktelser över Jesu lidande".